# Eoin Doyle
Eoin Doyle (* 12. März 1988 in Dublin) ist ein irischer Fußballspieler.

## Karriere
Eoin Doyle wurde 1988 in der irischen Hauptstadt Dublin geboren und begann seine Fußballkarriere im Jahr 1998 in ebendieser beim Shelbourne FC aus dem Stadtteil Drumcondra. Nach drei Jahren verließ er den Verein in Richtung FC Cherry Orchard. Von 2002 bis 2006 spielte er in Juniorenteams von Crumlin United in Nordirland. Zu Beginn der Saison 2006 der League of Ireland wurde Doyle aus dem Juniorenbereich von seinem ehemaligen Verein Shelbourne FC verpflichtet, um für die Herrenmannschaft aufzulaufen. Für diese kam er in der Liga allerdings zu keinem Pflichtspieleinsatz, sodass er ab 2007 für den Ligarivalen Shamrock Rovers auflief. Hinzu kam der Umstand, dass für mehrere Monate keine Gehälter beim Shelbourne FC gezahlt wurden und diesem am Saisonende die Lizenz entzogen wurde, was in einen Zwangsabstieg mündete. Für die Rovers spielte er die nächsten beiden Jahre von 2007 bis 2009. Im Juli 2009 folgte der Wechsel zu den Sligo Rovers. An der neuen Wirkungsstätte konnte er in der ersten Spielzeit in 15 Ligaspielen 3 Treffer erzielen. In den beiden folgenden Saisons konnte sich Doyle einen Stammplatz im Sturm des irischen Rekordmeisters erkämpfen und in insgesamt 69 Ligaspielen 26 Tore schießen. Im Jahr 2010 gewann er mit den Rovers den Irischen Ligapokal und FAI Cup. Den FAI Cup konnte er mit der Mannschaft bei der Austragung 2011 ein weiteres Mal gewinnen. Nach Ablauf der Spielzeit 2011, in der Doyle mit 20 Ligatreffern hinter Éamon Zayed zweiter der Torjägerliste wurde, wechselte Doyle zum schottischen Erstligisten Hibernian Edinburgh. Mit den Hibs kam er 2012 und 2013 bis in das schottische Pokalfinale, das jedoch beide Male verloren wurde. Im Endspiel 2012 ausgerechnet gegen den Stadtrivalen Heart of Midlothian im Edinburgh Derby, das haushoch verloren wurde. Fünf Tage nach der Pokalniederlage im Jahr 2013 gegen Celtic Glasgow unterschrieb der Stürmer, der es bei den Hibs in 49 Ligaspielen zu 11 Treffern gebracht hatte, beim FC Chesterfield. Gleich die erste Saison, die er in England verbringen sollte, wurde gekrönt durch den Aufstieg der Spireites in die Football League One.

## Erfolge
mit den Sligo Rovers:
- Irischer Ligapokalsieger: 2010
- Irischer Pokalsieger: 2010, 2011

mit dem FC Chesterfield:
- Aufstieg in die Football League One: 2014